# Gjon
Gjon är ett mansnamn och utgör den albanska formen av John.
17 män har Gjon som tilltalsnamn i Sverige (enligt en sökning år 2018).